# Alocasia sanderiana
Alocasia sanderiana là một loài thực vật có hoa trong họ Ráy (Araceae). Loài này được W.Bull mô tả khoa học đầu tiên năm 1894.

## Hình ảnh

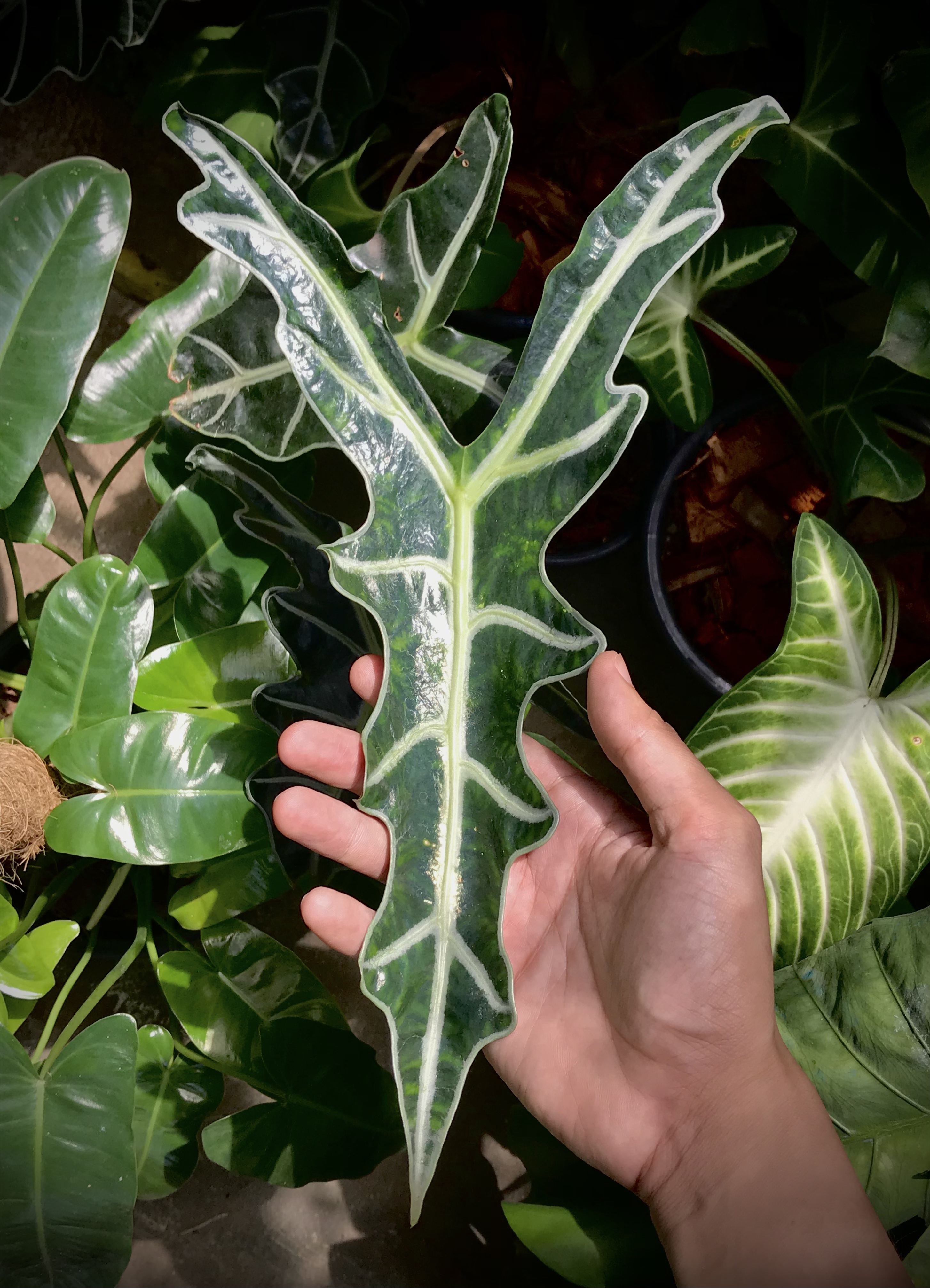